# طرق السعودية

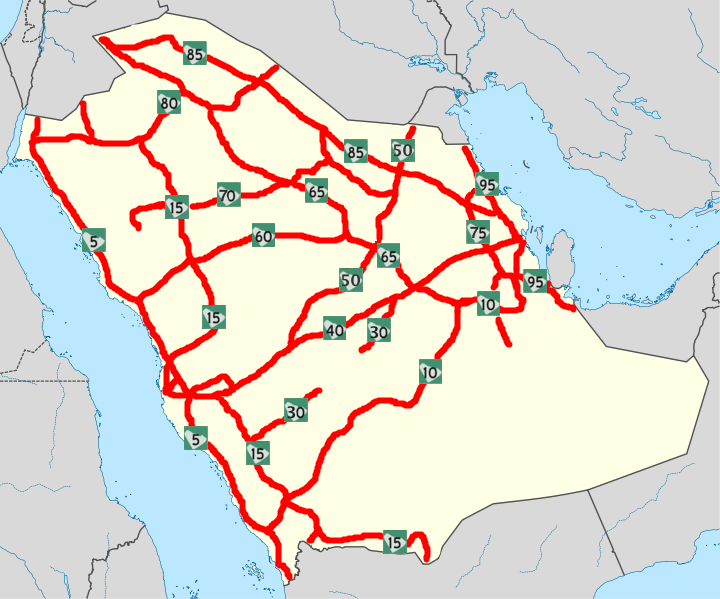
خريطة الطرق الرئيسية في السعودية.

شبكة الطرق السعودية هي مجموعة الطرق التي تربط مدن المملكة الرئيسية ببعضها لخدمة حركة النقل بينها، بالإضافة إلى الطرق التي توجد داخل كل منطقة إدارية لربط محافظات كل منطقة ومراكزها ومن ثم ربط المنطقة بباقي المناطق. تتداخل شبكة الطرق السعودية مع شبكة طرق المشرق العربي الدولية، والتي تربط دول المشرق العربي ببعضها.

## أنواع الطرق في السعودية

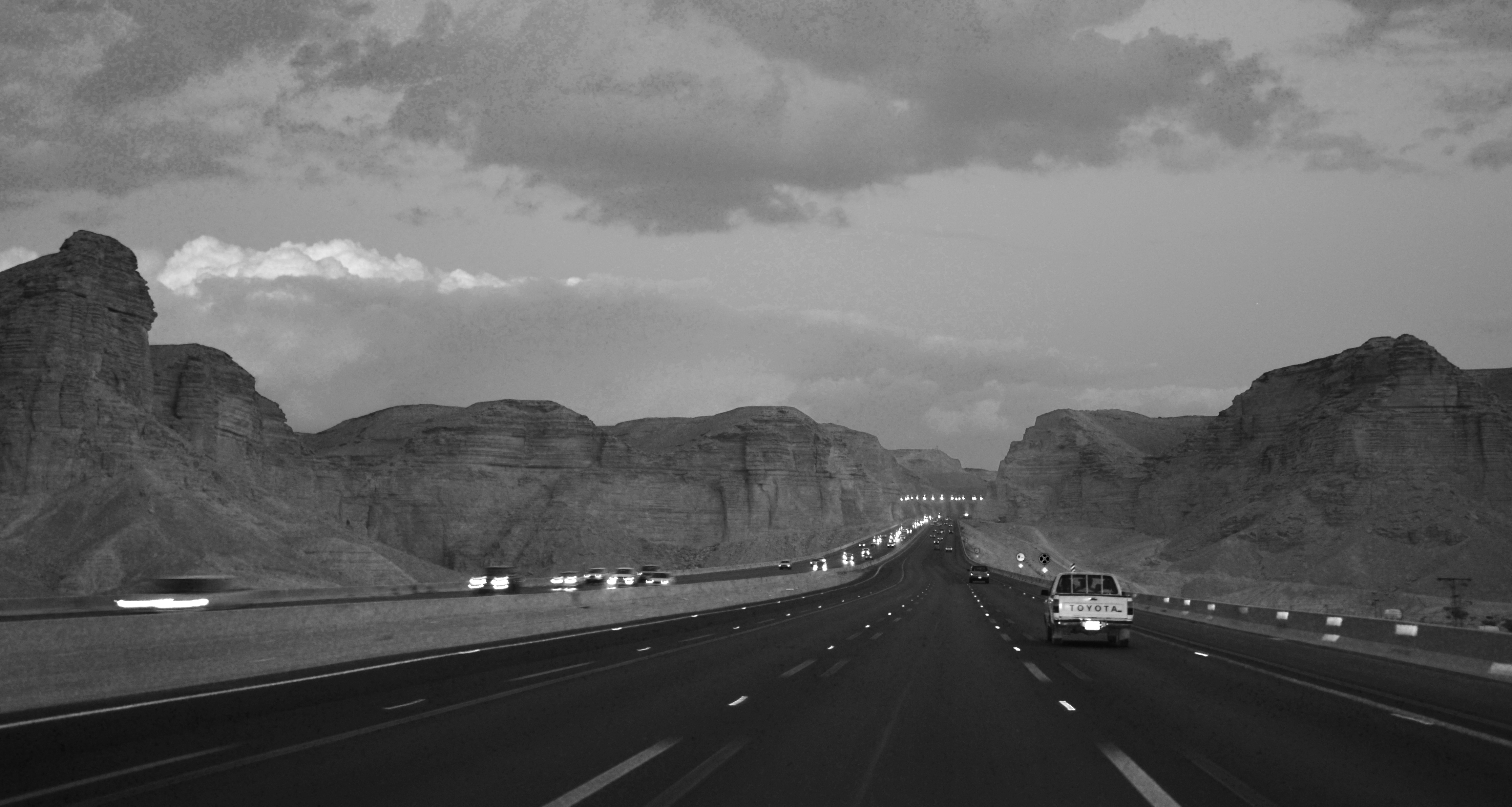
أحد الطرق بمنطقة الرياض.

### الطرق المنفذة من قبلوزارة النقل
وهي التي تربط بين المدن والقرى وامتدادها داخل المدن والقرى والهجر والتي تقوم وزارة النقل بصيانتها، وتعرف هذه الطرق كالتالي:

#### الطرق السريعة
هي الطرق السريعة المزدوجة (متعددة الحارات)، التي تربط بين مدن المملكة وهي مزوده بتقاطعات علوية ومحكمة الدخول والخروج ولأتوجد عليها إشارات مرورية، والمحددة بإشارات أرقام الطرق برقم أو رقمين للطرق الرئيسية وثلاثة أرقام للطرق الثانوية.
- طريق 5: حقل - ضبا - ينبع - رابغ - جدة - الدرب - جازان - الطوال.
- طريق 10: منفذ البطحاء - حرض - الخرج - السليل - أبها - الدرب.
- طريق 15: منفذ حالة عمار - تبوك - القليبة - المدينة المنورة - مكة المكرمة - أبها - منفذ علب.
- طريق 40: الدمام - الرياض - مكة المكرمة - جدة.
- طريق 65: حوطة بني تميم (تقاطع مع طريق 10) - الحائر (الرياض) - المجمعة - بريدة - الجثامية - حائل - أبو عجرم - طبرجل - القريات - منفذ الحديثة.
- طريق 85: أبو حدرية (تقاطع مع طريق 95) - النعيرية - حفر الباطن - رفحاء - عرعر - طريف - القريات - منفذ الحديثة.
- طريق 95: الخفجي - أبو حدرية - الدمام - الهفوف - سلوى - منفذ البطحاء.

#### الطرق الدائرية
هي طرق سريعة خصصت للانتقال من جهة إلى أخرى داخل المدينة في وقت قصير، وهي مزودة بتقاطعات حرة مرتبطة بالطرق المحورية والدولية ما يسهل حركة السيارات العابرة إلى خارج المدن. وقد يتوجد أكثر من طريق دائري في بعض المدن.

#### الطرق المزدوجة
هي الطرق بمسارين أو أكثر لكل اتجاه يفصل بينها جزيرة وسـطية بدون تقاطعات علوية وبدون سياج .

#### الطرق المفردة
وهي الطرق بحارة واحدة لكل اتجاه بدون جزيرة وسطية وتقسم كالتالي : 
- الطرق الرئيسية :

وهي الطرق التي تربط بين مناطق المملكة وبينها وبين الدول المجاورة، وترقم برقم واحد أو رقمين . 
- الطرق الثانوية :

وهي الطرق التي تربط بين المدن في المملكة وترقم بثلاثة أرقام.

#### الطرق الفرعية
وهي الطرق التي تربط القرى والهجـر بالطرق الرئيسية والثانوية وترقم بأربعة أرقام.

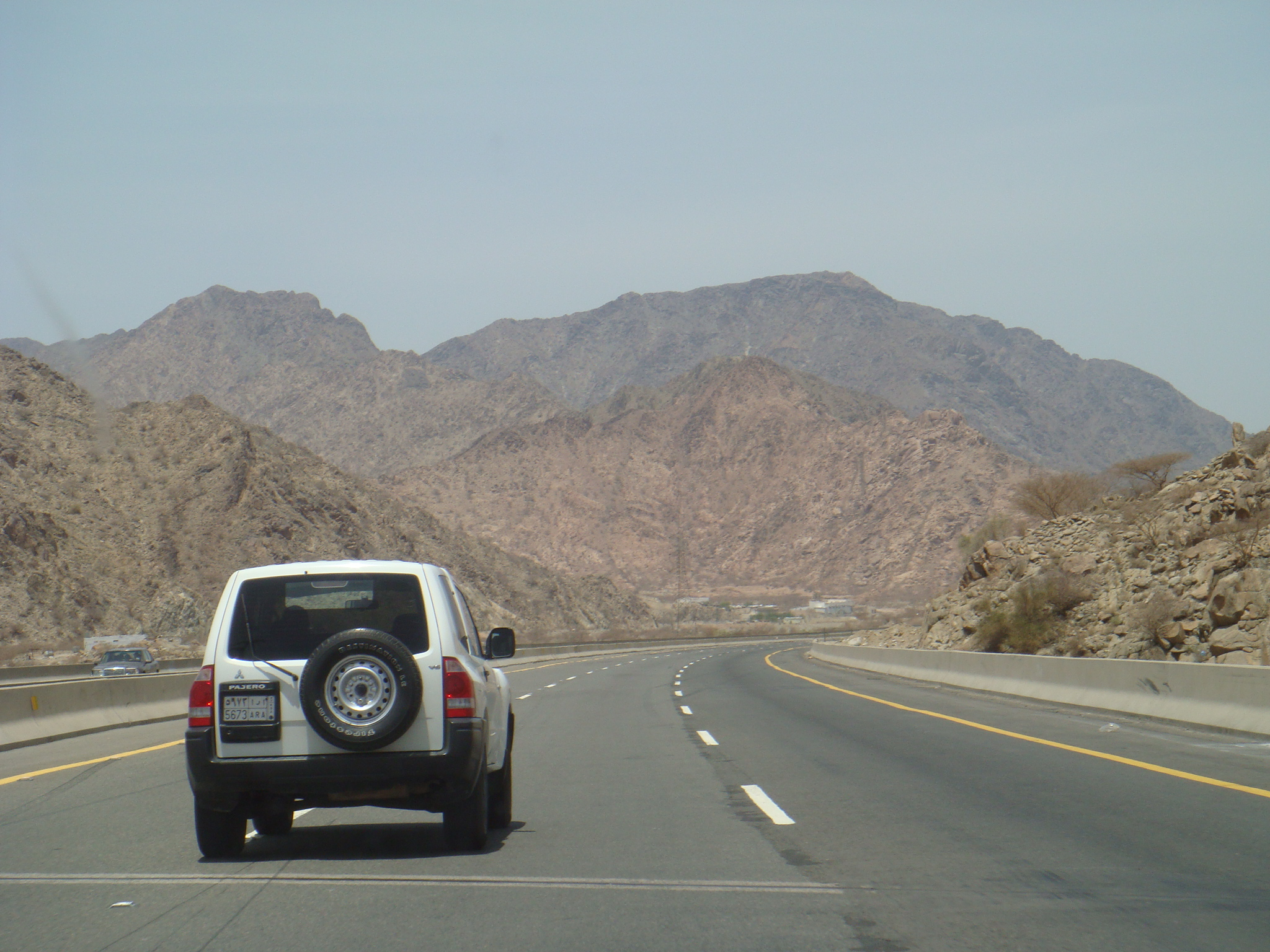
الطريق السريع رقم 60 في الحجاز بالقرب من الطائف.
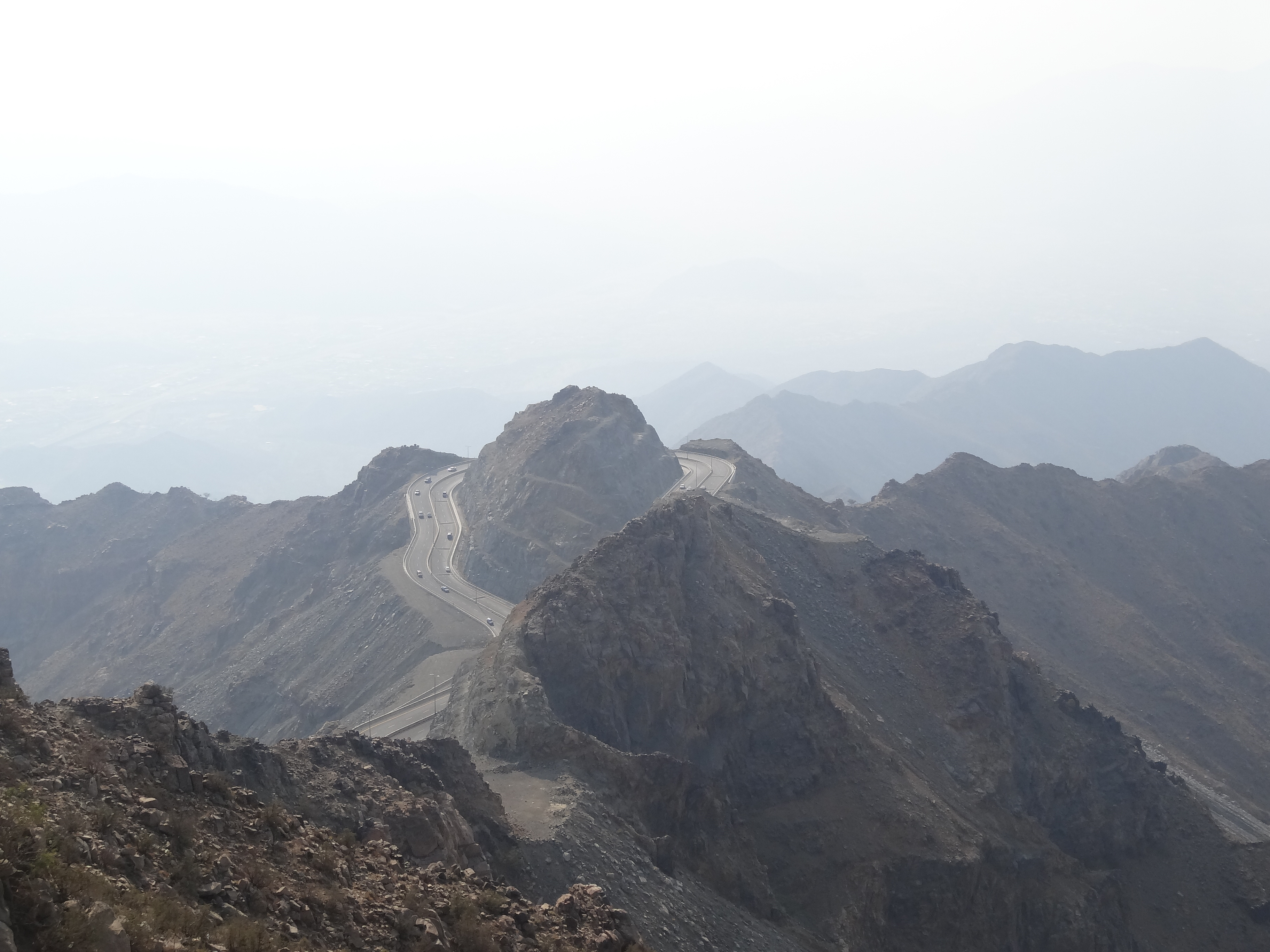
جزء من طريق عقبة الهدا، (طريق جبل كرا) الذي يربط الطائف بمكة.
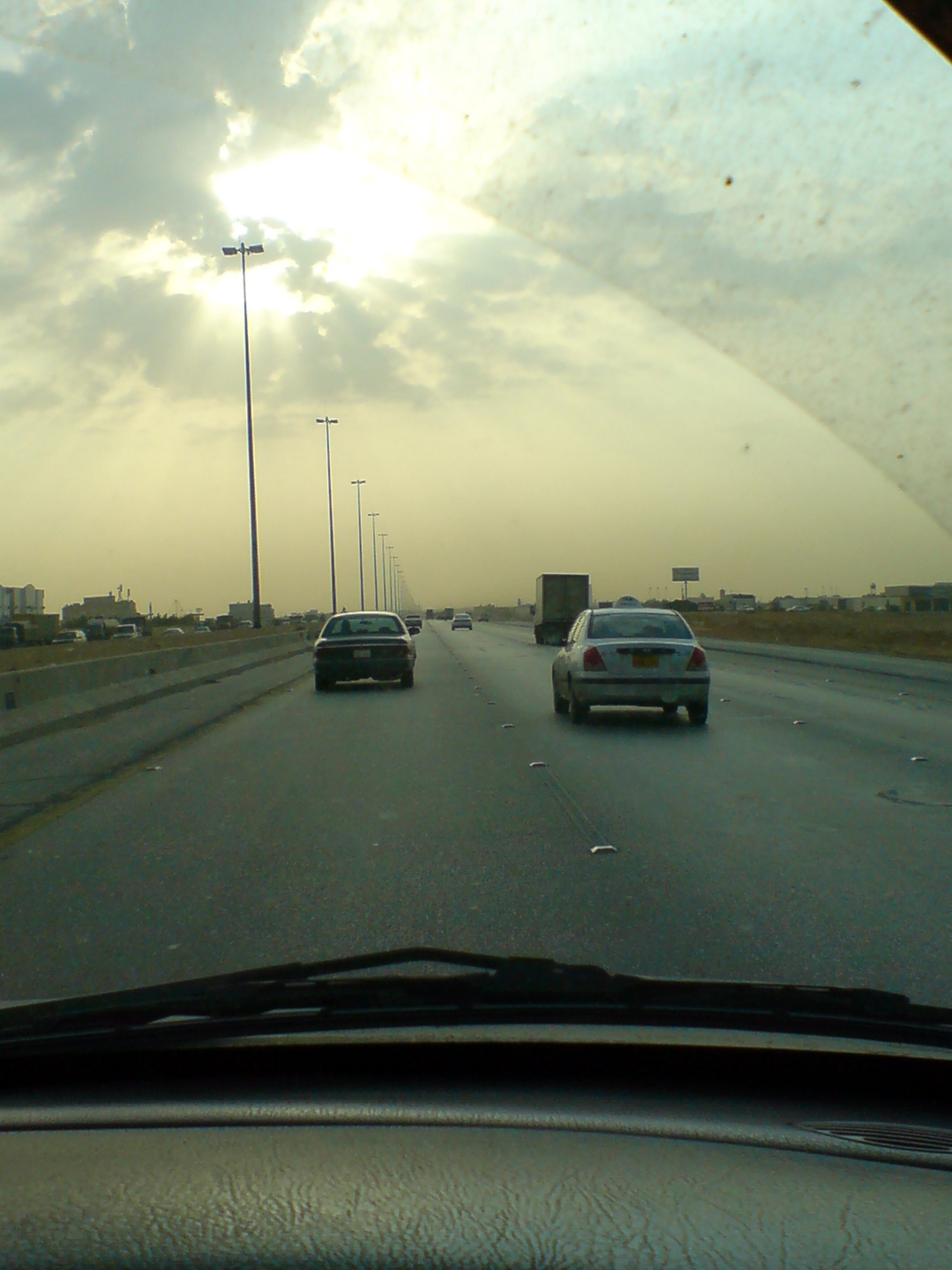
طريق 40 (جزء طريق الدمام السريع).
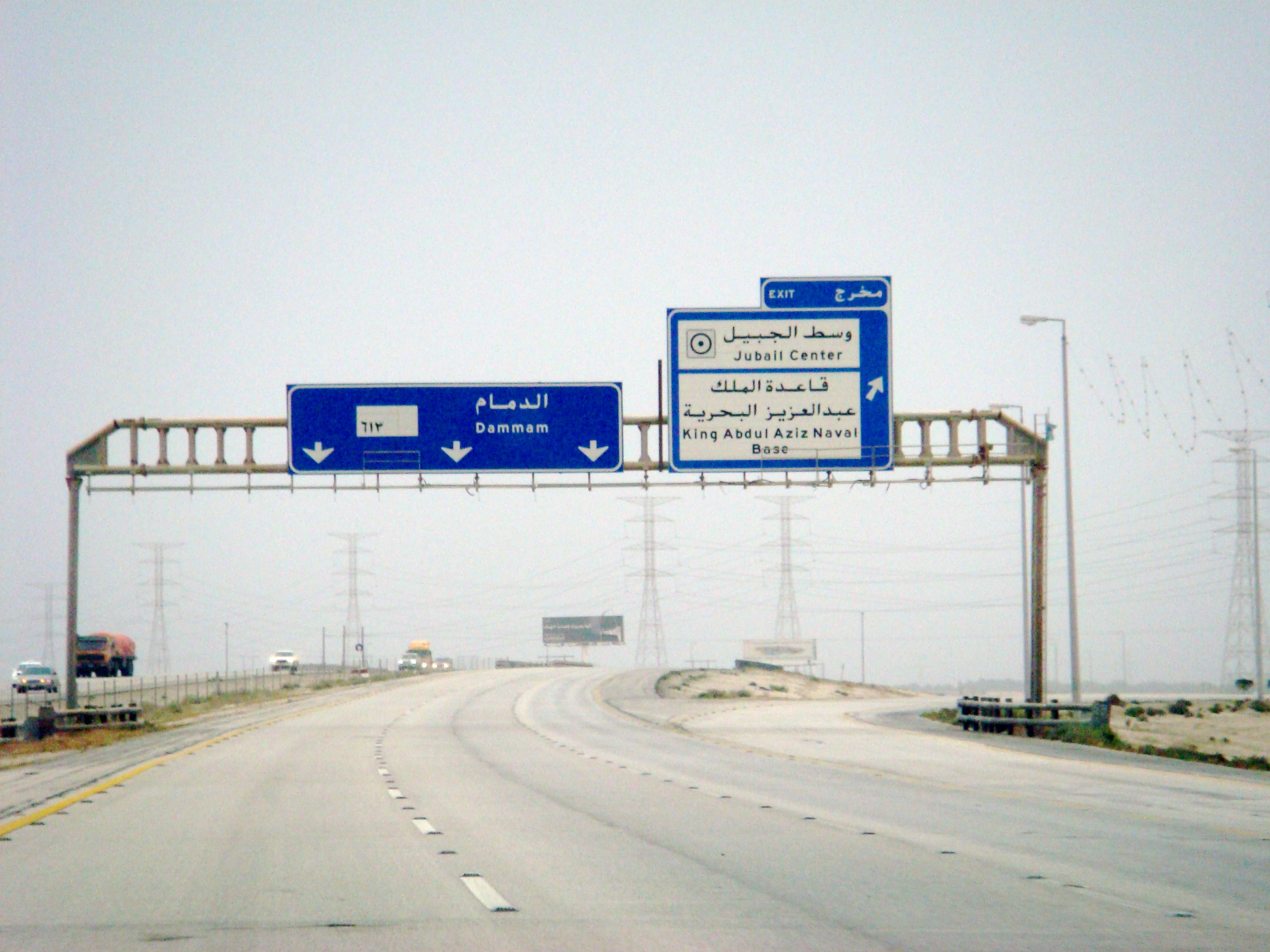
لوحة إرشادية تدل على الطريق الفرعي 613.
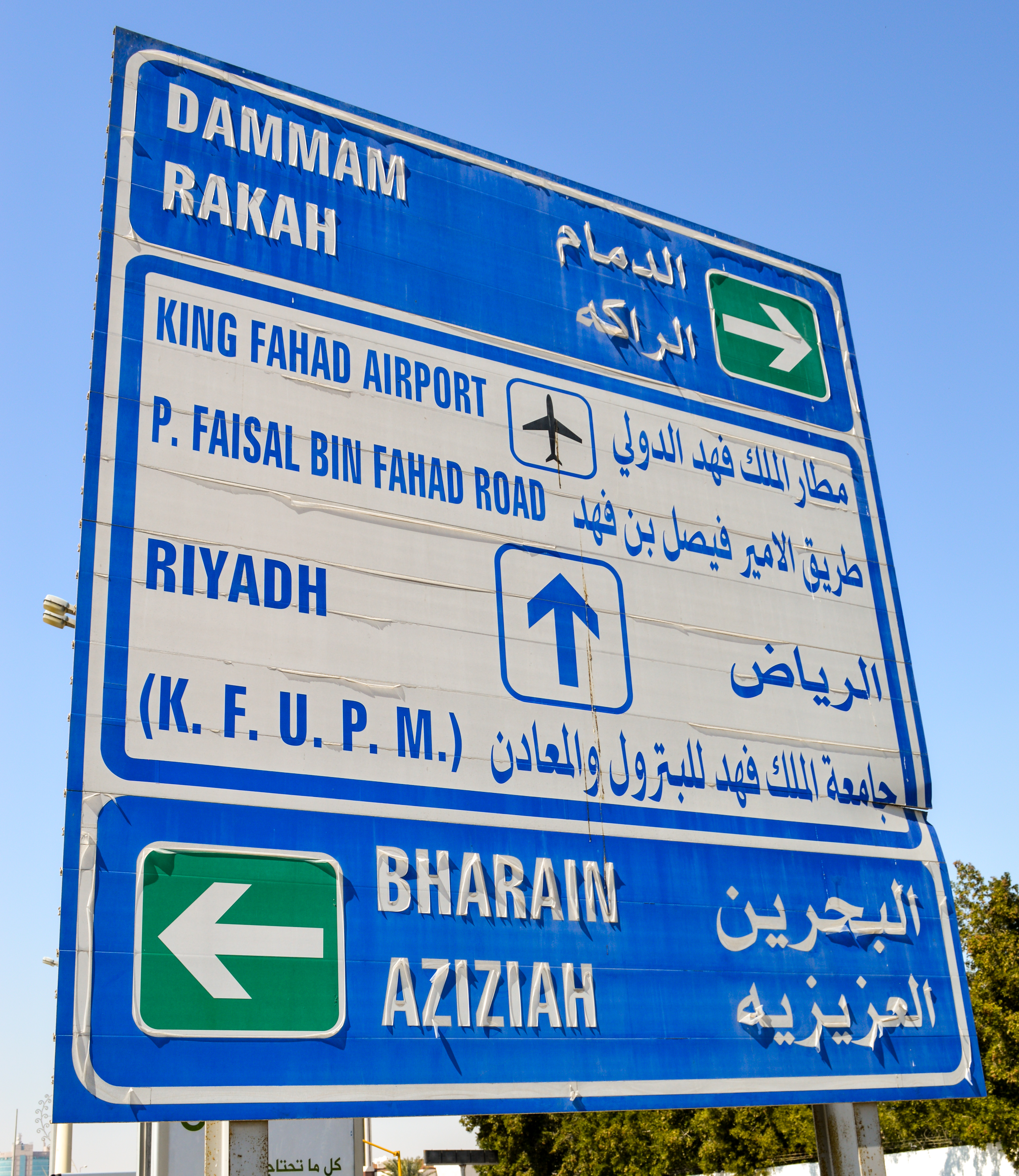
إحدى اللوحات الإرشادية وتظهر إشارة باتجاه البحرين.

## الطرق الثانوية
- طريق 613: (طريق الظهران - الجبيل).